# Australasian Championships 1909 - Doppio maschile
J. Keane e Ernie Parker hanno battuto in finale Tom Crooks e Tony Wilding per  1–6, 6–1, 6–1, 9–7.

## Tabellone

### Legenda
| - Q = Qualificato - WC = Wild card - LL = Lucky loser | - ALT = Alternate - SE = Special Exempt - PR = Protected Ranking | - w/o = Walkover - r = Ritirato - d = Squalificato |

### Fase finale
|  | Quarti di finale        | Quarti di finale        | Quarti di finale        | Quarti di finale        | Quarti di finale | Quarti di finale | Quarti di finale |  |  | Semifinali              | Semifinali              | Semifinali              | Semifinali              | Semifinali              | Semifinali | Semifinali |   |   | Finale                | Finale                | Finale                | Finale | Finale | Finale | Finale |  |
|  |                         |                         |                         |                         |                  |                  |                  |  |  |                         |                         |                         |                         |                         |            |            |   |   |                       |                       |                       |        |        |        |        |  |
|  | J. Keane Ernie Parker   | J. Keane Ernie Parker   | J. Keane Ernie Parker   | J. Keane Ernie Parker   | 6                | 6                | 9                |  |  |                         |                         |                         |                         |                         |            |            |   |   |                       |                       |                       |        |        |        |        |  |
|  | Hickson I. Gibbs        | Hickson I. Gibbs        | Hickson I. Gibbs        | Hickson I. Gibbs        | 1                | 1                | 7                |  |  | J. Keane Ernie Parker   | J. Keane Ernie Parker   | J. Keane Ernie Parker   | J. Keane Ernie Parker   | 6                       | 6          | 6          |   |   |                       |                       |                       |        |        |        |        |  |
|  | Noseda Glassford        | Noseda Glassford        | Noseda Glassford        | Noseda Glassford        | 6                | 6                | 6                |  |  | Noseda Glassford        | Noseda Glassford        | Noseda Glassford        | Noseda Glassford        | 2                       | 2          | 0          |   |   |                       |                       |                       |        |        |        |        |  |
|  | Scott Eaton I. Gaze     | Scott Eaton I. Gaze     | Scott Eaton I. Gaze     | Scott Eaton I. Gaze     | 3                | 3                | 4                |  |  |                         |                         |                         |                         |                         |            |            |   |   | J. Keane Ernie Parker | J. Keane Ernie Parker | J. Keane Ernie Parker | 1      | 6      | 6      | 9      |  |
|  | Tom Crooks Tony Wilding | Tom Crooks Tony Wilding | Tom Crooks Tony Wilding | Tom Crooks Tony Wilding | 6                | 6                | 6                |  |  |                         |                         | Tom Crooks Tony Wilding | Tom Crooks Tony Wilding | Tom Crooks Tony Wilding | 6          | 1          | 1 | 7 |                       |                       |                       |        |        |        |        |  |
|  | Murray R. Kelsey        | Murray R. Kelsey        | Murray R. Kelsey        | Murray R. Kelsey        | 3                | 3                | 1                |  |  | Tom Crooks Tony Wilding | Tom Crooks Tony Wilding | Tom Crooks Tony Wilding | Tom Crooks Tony Wilding | 6                       | 6          | 6          |   |   |                       |                       |                       |        |        |        |        |  |
|  |                         |                         |                         |                         |                  |                  |                  |  |  | J.L. O'Dea G.M. O'Dea   | J.L. O'Dea G.M. O'Dea   | J.L. O'Dea G.M. O'Dea   | J.L. O'Dea G.M. O'Dea   | 0                       | 1          | 4          |   |   |                       |                       |                       |        |        |        |        |  |